# Europäischer Blattfingergecko
Der Europäische Blattfingergecko (Euleptes europaea) ist eine Geckoart aus der Familie Sphaerodactylidae. Er ist die kleinste Echsenart Europas.

## Merkmale
Der Europäische Blattfingergecko erreicht eine Gesamtlänge von durchschnittlich 6 und maximal 8 Zentimeter und ist damit die kleinste Echsensart Europas. Er wirkt von seiner Erscheinung her relativ zart. Die Oberfläche der Körper wirkt ganz glatt, da sie mit kleinsten Körperschuppen einheitlich bedeckt ist. Die Körperoberseite ist rötlich grau oder bräunlich gefärbt und weist verwaschen begrenzte dunkle Punkte oder Flecke auf, in denen sich wiederum hellere Punkte oder Flecke befinden. Die Färbung der Unterseite ist schmutzig weiß. Der eiförmige, lange Kopf ist vom Hals deutlich abgesetzt. An den Seiten des Kopfe verläuft ein verwaschener dunkler Streifen. Der Rumpf ist abgeflacht und kurz, die Beine sind ebenfalls kurz und die Schnauze ist abgerundet. Der Schwanz ist an seiner Basis eingeschnürt und verjüngt sich in Richtung seiner Spitze. Auf den verbreiterten Endgliedern der Zehen befinden sich blattförmig, paarige Haftpolster.

## Vorkommen
Das Verbreitungsgebiet des Europäischen Blattfingergeckos umfasst Korsika, Sardinien und zahlreiche vorgelagerte Inseln, den Süden Frankreichs, Teile Italiens sowie einige zu Tunesien gehörende Inseln (Aguglia, Galitone, Cani). In Frankreich ist die Art in der Gegend um Nizza, auf den Îles d’Hyères und einigen im Golf von Marseille gelegenen Inseln anzutreffen. In Italien kommt sie bei Genua, im Golf von La Spezia auf den Inseln Tino und Tinetto, in der Toskana und auf dem Toskanischen Archipel vor. Das heutige Areal wird als reliktär angesehen; vermutlich war der Europäische Blattfingergecko früher auf dem Festland viel weiter verbreitet als heute.
Die Art ist ab Meereshöhe anzutreffen und kommt auf Korsika bis in Höhenlagen von 1150 Meter vor. Sie besiedelt felsige Lebensräume, wo sie sich unter Steinen, in Felsspalten, in Legesteinmauern sowie im Lückensystem von Geröllhalden versteckt. Als Versteck können aber auch Blätter und Baumrinde dienen. An und in Gebäuden ist der Europäische Blattfingergecko nur selten zu finden. Er benötigt in seinen Verstecken eine hohe Luftfeuchtigkeit.

## Lebensweise
Der Europäische Blattfingergecko ist fast völlig dämmerungs- und nachtaktiv. Er hält eine Winterruhe im Zeitraum von November bis März. Im April und Mai kämpfen die Männchen untereinander heftig. Die Weibchen legen an Steine in Fels- und Geröllspalten zwei kalkschalige Eier ab. Diese sind 9 Millimeter lang und 8 Millimeter breit. Die Nahrung des Europäischen Blattfingergeckos besteht vor allem aus kleinen Insekten, beispielsweise kleine Käfer, Ameisen und Mücken, weiters auch aus Asseln. Über Fressfeinde der Art ist nichts bekannt. Sie stößt als Abwehrruf ein sehr hohes und leises Piepsen aus.

## Systematik
Es werden keine Unterarten des Europäischen Blattfingergeckos unterschieden. Ein Synonym der Art ist Phyllodactylus europaeus.

## Gefährdung  und Schutz
Die IUCN stuft den Europäischen Blattfingergecko als gering gefährdet (Near Threatened ) ein. Auf Korsika und Sardinien ist die Art aufgrund des Verlustes von Lebensraum durch Feuer und Urbanisierung lokal bedroht. Die Populationen kleiner Inseln können durch die Einführung von Raubtieren gefährdet sein. Die Populationen auf dem Festland in Frankreich und in Italien bei Genua sind möglicherweise gefährdet.
Der Europäische Blattfingergecko wird von der Europäischen Union in den Anhängen II und IV der FFH-Richtlinie geführt und gilt damit als streng zu schützende Art von gemeinschaftlichem Interesse, für deren Erhaltung von den Mitgliedsstaaten besondere Schutzgebiete ausgewiesen werden müssen.

## Belege